# 君には絶対恋してない!〜Down with Love
『君には絶対恋してない！〜Down with Love』（きみにはぜったいこいしてない ダウン・ウィズ・ラブ、繁体字中国語: 就想賴著妳、簡体字中国語: 就想爱着你）は、台湾・中国大陸共同制作のテレビドラマ。主演は言承旭、Ella（S.H.E）。ドラマの撮影は2009年5月から行われ、2009年10月にクランクアップした。
台湾では2010年1月31日から2010年5月23日まで放送された。日本では2010年4月30日から2010年8月6日までアジアドラマチックTVで放送された。邦題となった『君には絶対恋してない！』は、アジアドラマチックTVが行った一般からの投稿で決められ、それに現地放送と同じ英語タイトル「Down with Love」が付け加えられた。

## エピソード・サブタイトル
全28話
| 各話   | サブタイトル          | 各話   | サブタイトル             |
| ------ | --------------------- | ------ | ------------------------ |
| 第1話  | 最悪の出会い          | 第15話 | パーティーでのハプニング |
| 第2話  | 辞められない家政婦    | 第16話 | 母の苦悩                 |
| 第3話  | 恋なんかしてない      | 第17話 | 眠れぬ一夜               |
| 第4話  | 秘密の恋の経験は?工作 | 第18話 | ユーピンの本気           |
| 第5話  | 邪念よ消えろ!         | 第19話 | いざこざの整理屋         |
| 第6話  | 勇敢な口移し          | 第20話 | 一方通行の心             |
| 第7話  | それぞれの家族        | 第21話 | 平行線の運命             |
| 第8話  | ユーピンの変化        | 第22話 | 偽りの恋                 |
| 第9話  | 普通の恋愛修行!       | 第23話 | 見つかった魔法の玉       |
| 第10話 | 父との再会            | 第24話 | 僕にチャンスを!          |
| 第11話 | 父はトラブルメーカー  | 第25話 | 恋って不思議             |
| 第12話 | 見せないやさしさ      | 第26話 | 偽の婚約者               |
| 第13話 | 杭州の出来事          | 第27話 | 本物の恋人               |
| 第14話 | ふたつの恋人宣言      | 第28話 | 愛に必要な時間           |

## 主な出演者
| 俳優                                         | 役名                          | 紹介 |
| 言承旭 （ジェリー・イェン、F4）              | 項羽平 （シャン・ユーピン）   | 27歳。「項羽平弁護士事務所」の社長。冷たく毒舌な優秀な弁護士。                                                               |
| Ella （S.H.E）                               | 楊果 （ヤン・グオ）           | 23歳。個性的で純粋な女の子。                                                                                                 |
| 小嫻 （シャオシェン）                        | 楊朵 （ヤン・ドオ）           | 25歳。楊果の姉。幼少期は裕福だったが突然父親が姉妹を残して失踪。苦労をした楊朵はより一層節約家でお金が大好きな人間になった。 |
| 張勛傑 （マイケル・チャン）                  | 齊可中 （チー・クージュン）   | Lawrence 27歳。「可中室内設計工作室」の社長。著名的なインテリアデザイナー。シャン・ユーピンとは幼なじみ。                    |
| 陳紫函 （チェン・ズーハン） アフレコ：許淑嬪 | 丁卉凡 （ディン・ホイファン） | 25歳。アイドルの大スター。                                                                                                   |
| 周曉涵 （アマンダ・チョウ）                  | 徐雁玲 （シュ・イェンリン）   | 23歳。楊果の友達。 |
| 顧寶明 （クー・パオミン）                    | 楊伯通 （ヤン・ボートン）     | 52歳。楊果と楊朵の父親。 |

## スタッフ
- 監督 - 柯翰辰（コー・ハンチェン）
- プロデューサー - 柯宜勤（コー・イーチン）
- 脚本 - 曹晴雅（ツァオ・チンヤー）、林雅淳（リン・ヤーチュン）、方懿德（ファン・イーダー）
- 製作 - 安徽衛星テレビ（中国語版）、浙江金渓影視有限公司、多曼尼製作有限公司

## 主題歌
オープニングテーマ
- 『就想賴著你』

歌 - 言承旭
エンディングテーマ
- 『愛上你』

歌 - S.H.E

## ソフトウェア

### 書籍
- 「君には絶対恋してない!〜Down with Love」公式ガイドブック（2011年5月31日） ISBN 978-4048990318

### DVD
販売元：エスピーオー
- 「君には絶対恋してない!〜Down with Love DVD-BOX1」（2011年3月2日）
- 「君には絶対恋してない!〜Down with Love DVD-BOX2」（2011年3月30日）
- 「君には絶対恋してない!〜Down with Love DVD-BOX3」（2011年4月27日）

## 放送地域と時間
| 放送局                      | 所在地       | 放送時間                                   | タイムゾーン | 備考                         |
| --------------------------- | ------------ | ------------------------------------------ | ------------ | ---------------------------- |
| 中視                        | 台湾         | 2010年1月31日〜 毎週(日)22:00〜            | UTC +8       |                              |
| 八度空間                    | マレーシア   | 2010年2月6日〜 毎週(土)18:30〜             | UTC +8       |                              |
| Channel U                   | シンガポール | 2010年2月6日〜 毎週(土)21:00〜             | UTC +8       |                              |
| 八大綜合台                  | 台湾         | 2010年2月7日〜 毎週(日)20:00〜             | UTC +8       |                              |
| アジアドラマチックTV★So-net | 日本         | 2010年4月30日〜 毎週(水)(金) 12:00,19:30〜 | UTC +9       | 本放送は2010年5月5日より開始 |
| BSジャパン                  | 日本         | 2011年3月3日〜 毎週(木) 18:50〜            | UTC +9       |                              |
| ケーブルテレビ              | 香港         | 2010年5月15日〜 毎週(土) 19:30,01:30〜     | UTC +8       |                              |
| 無綫電視「J2台」            | 香港         | 2011年9月4日〜 毎週(日)(月) 20:30,10:00〜  | UTC +8       |                              |
| True Life 3                 | タイ         | 2015年3月15日〜 毎週(金〜日) 20:45〜22:00  |              |                              |